# Red Heaven
Red Heaven è il quinto album in studio del gruppo musicale statunitense Throwing Muses, pubblicato nel 1992.

## Descrizione
| Recensione     | Giudizio |
| -------------- | -------- |
| AllMusic       |          |
| Piero Scaruffi |          |

## Tracce
| 1  | Furious       | 3:52 |
| 2  | Firepile      | 3:11 |
| 3  | Dio           | 2:51 |
| 4  | Dirty Water   | 3:37 |
| 5  | Stroll        | 0:58 |
| 6  | Pearl         | 5:36 |
| 7  | Summer St.    | 2:16 |
| 8  | Vic           | 1:08 |
| 9  | Backroad      | 3:48 |
| 10 | The Visit     | 3:48 |
| 11 | Dovey         | 0:55 |
| 12 | Rosetta Stone | 3:31 |
| 13 | Carnival Wig  | 4:11 |

## Formazione
- Kristin Hersh: chitarra, voce
- Tanya Donelly: chitarra, voce
- Leslie Langston: basso
- David Narcizo: batteria

## Pubblicazione e formati
| Formato       | Casa discografica          | Numero di catalogo                               | Paese       | Anno |
| CD            | 4AD                        | CAD 2013 CD                                      | Regno Unito | 1992 |
| CD            | 4AD                        | CADD 2013 CD, KH 1 CD, CAD 2013 CD, CAD D 2013CD | Regno Unito | 1992 |
| CD            | 4AD                        | CADD 2013, KH 1                                  | Regno Unito | 1992 |
| CD            | 4AD                        | COCY-75097                                       | Giappone    | 1992 |
| CD            | Sire                       | CD 26897, 9 26897-2                              | Canada      | 1992 |
| CD            | 4AD                        | 31055                                            | Francia     | 1992 |
| CD            | 4AD, Rough Trade           | RTD 120.1404.2 41                                | Germania    | 1992 |
| CD            | 4AD                        | CAD 2013 CD                                      | Europa      | 1992 |
| CD            | Sire                       | 9 26897-2                                        | USA         | 1992 |
| CD            | Sire, Warner Bros. Records | W2 26897                                         | USA         | 1992 |
| CD            | Sire                       | PRO-CD-5650                                      | USA         | 1992 |
| CD            | Sire                       | 9 26897-2                                        | USA         | 1992 |
| CD            | Sire, Sire/Warner Bros.    | 4-26897                                          | USA         | 1992 |
| Audiocassette | Sire                       | 9 26897-4, 4-26897                               | USA         | 1992 |
| Audiocassette | 4AD                        | CAD C 2013                                       | Regno Unito | 1992 |
| LP            | 4AD                        | CAD 2013                                         | Regno Unito | 1992 |
| LP            | 4AD                        | CAD 2013                                         | Regno Unito | 1992 |